# コロラド (映画)
『コロラド』（原題:The Man from Colorado）は、1948年に製作されたアメリカ合衆国の西部劇映画。ヘンリー・レヴィン監督作品。

## あらすじ
オウエンとデルは、南北戦争で武勲を立て郷里に帰還。共に郷里の英雄として持ち上げられ、オウエンは判事に、デルは保安官に任じられる。実はオウエンは終戦間際に南軍の将兵多数を虐殺しており、事情を知る人々の間で懸念が生じる。オウエンは強奪同然にデルの恋人キャロリンと結婚。帰還兵達は金の採掘を生活の糧にしていたが、戦争中に資本家カーターが金山を私物化したため収入が減少。彼等はカーターを告訴、帰還兵達の味方をすると思われたオウエンはカーター寄りの判決を下し、反発が高まる。脱走兵ジェリコはカーターの事務所を襲って金を強奪、帰還兵達の口は重くオウエンは見せしめのためにジェリコの弟ジョニーを処刑する。デルは保安官のバッジを返上、他の被告を奪って逃走するが、キャロリンの偽の言葉におびき出されオウエンの手に落ちる。しかしドクの奇策により脱出に成功、ジェリコ、キャロリンと共に帰還兵の住宅地に逃げ込む。オウエンはあぶり出しのため住宅地への放火を命じ、辺りは炎に包まれる。逃げ惑う人々。財産を焼かれたカーターはオウエンを罵倒、オウエンは前後の見境を失い炎上する住宅地へ突進、姿を現したジェリコと格闘。キャロリンの悲鳴が響き渡る中、二人は炎の中に包まれていった。

## キャスト
| 役名                     | 俳優                           | 日本語吹替  | 日本語吹替 |
| 役名                     | 俳優                           | NETテレビ版 | PDDVD版    |
| ------------------------ | ------------------------------ | ----------- | ---------- |
| オウエン・デヴァロウ大佐 | グレン・フォード               | 木村幌      | 大塚智則   |
| デル・スチュワート大尉   | ウィリアム・ホールデン         | 近藤洋介    | 福里達典   |
| キャロリン・エメット     | エレン・ドリュー               | 水城蘭子    | 志摩淳     |
| ビッグ・エド・カーター   | レイ・コリンズ                 |             | 柴田秀勝   |
| ドク・メリアム           | エドガー・ブキャナン           |             | 真田雅隆   |
| ジョニー・ハワード       | ジェローム・コートランド       |             | 小林悟     |
| ジェリコ・ハワード       | ジェイムス・ミリカン           |             | 矢嶋俊作   |
| ネイゲル                 | ジム・バノン                   |             |            |
| ヨーク                   | ウィリアム・ビル・フィリップス |             | 平林正     |
| ジャレット               | デンバー・パイル               |             | 小倉直寛   |

- NETテレビ版：放送日1972年8月26日『土曜映画劇場』